# Рамазанов, Тлеккабул Сабитович
Тлеккабул Сабитович Рамазанов (род. 28 мая 1961) — известный учёный, специалист в области физики неидеальной плазмы, плазменной нанотехнологии и наноматериалов, основатель научной школы по физике неидеальной плазмы в Казахстане, доктор физико-математических наук, профессор, Академик НАН РК, Лауреат Государственной премии РК в области науки и техники (2015).

## Биография
Родился 28 мая 1961 года в селе Ганюшкино Курмангазинского района Атырауской области.
В 1983 году с отличием окончил физический факультет Казахского Государственного университета им. С. М. Кирова по специальности «теоретическая физика». С 1983 по 1986 год обучался в аспирантуре этого вуза.
В 1988 году защитил кандидатскую диссертацию на тему «Численное моделирование тепло- и электрофизических свойств плотной плазмы». В 1995 году защитил докторскую диссертацию на тему «Теоретическое исследование и компьютерное моделирование свойств неидеальной плазмы на основе псевдопотенциальных моделей» в Объединённом институте высоких температур РАН.
Указом Президента Республики Казахстан № 125 от 3 декабря 2015 года удостоена Государственной премии Республики Казахстан имени Аль-Фараби 2015 года в области науки и технологий. За цикл работ на тему «Квантовые и коллективные свойства плазмы: теоретические основы новых технологий».

## Трудовая деятельность
1. 1987—1998 — младший научный сотрудник, старший преподаватель, профессор кафедры оптики и физики плазмы физического факультета КазГУ им. Аль-Фараби
2. 1998—2000 — декан физического факультета КазНУ им. Аль-Фараби
3. 2000—2006 — директор НИИ экспериментальной и теоретической физики КазНУ им. Аль-Фараби
4. 2006—2007 — председатель Комитета науки Министерства образования и науки РК
5. 2007—2008 — проректор по наукоемким технологиям и внедрению КазНУ им. Аль-Фараби
6. с 2010 г. — проректор по научно-инновационной деятельности КазНУ им. Аль-Фараби

## Научная деятельность
Автор более 500 научных работ, 2 монографий, 15 учебно-методических пособий. Под руководством профессора защищены 1 докторская, 20 кандидатских и 12 PhD диссертаций.
1. Компьютерный лабораторный практикум «Некоторые проблемы атомной, ядерной физики и физики конденсированного состояния»
2. «Основы физики управляемого термоядерного синтеза»
3. «Взаимное влияние плазмы тлеющего разряда и пылевых частиц»
4. «Исследование динамических и оптических свойств пылевой плазмы высокочастотном емкостном разряде»
5. «Исследование спектральных функции пылевых частиц»
6. «Плазменно-пылевые структуры в He-Ar высокочастотном разряде»
7. «Потенциалы взаимодействия и термодинамические свойства двух-компонентной квазиклассической плазмы»
8. «Способ сепарации полидисперсных частиц в плазме высокочастотного разряда»
9. «Синтез нанопорошков железа в водно-спиртовой среде хлорида железа»
10. «Фазовые функции рассеяния на основе динамического потенциала взаимодействия»
11. «Автоматизированный комплекс компьютерных программ по моделированию свойств двухкомпонентной плазмы»
12. «Влияние внешнего магнитного поля на автокорреляционные функции скоростей пылевых частиц» и др.

## Награды и звания
1. Доктор физико-математических наук (1995)
2. Профессор (1996)
3. Академик НАН РК (2018)
4. Нагрудный знак «За заслуги в развитии науки в Республике Казахстан» (2009)
5. Лауреат Государственной премии РК в области науки и техники (2015)
6. Трижды обладатель Государственной научной стипендии для ученых и специалистов, внесших выдающийся вклад в развитие науки и техники (2002—2006, 2016—2018)
7. Орден Парасат (2017)